# پتروهراد
پتروهراد (به چکی: Petrohrad) یک منطقهٔ مسکونی در جمهوری چک است که در ناحیه لوونی واقع شده‌است. پتروهراد ۱۸٫۵۲ کیلومتر مربع مساحت و ۶۸۸ نفر جمعیت دارد و ۳۶۵ متر بالاتر از سطح دریا واقع شده‌است.